# Liste der Naturdenkmale in Kirschroth
Die Liste der Naturdenkmale in Kirschroth nennt die im Gemeindegebiet von Kirschroth ausgewiesenen Naturdenkmale (Stand 7. März 2024).

## Naturdenkmale
| Nr.         | Bezeichnung             | Lage                                             | Beschreibung     | Bild                                    |
| ----------- | ----------------------- | ------------------------------------------------ | ---------------- | --------------------------------------- |
| ND-7133-420 | Alte Eiche              | südöstlich des Ortes; Abteilung Donnershall Lage | Quercus sp.      | Direkt Bild zu diesem Denkmal hochladen |
| ND-7133-442 | Stark verzweigte Kiefer | südöstlich des Ortes; Abteilung Buchwald Lage    | Pinus sylvestris | Direkt Bild zu diesem Denkmal hochladen |

## Ehemalige Naturdenkmale
| Nr. | Bezeichnung | Lage                                             | Beschreibung                                 | Bild                                    |
| --- | ----------- | ------------------------------------------------ | -------------------------------------------- | --------------------------------------- |
|     | Dicke Buche | südöstlich des Ortes; Abteilung Donnershall Lage | Fagus sylvatica; Rechtsverordnung aufgehoben | Direkt Bild zu diesem Denkmal hochladen |